# Police
Police (în germană Pölitz; în cașubiană Pòlice) este un oraș în Polonia.